# Robert Fraley
Robert Thomas Fraley, genannt Robb Fraley, (* 25. Januar 1953 in Danville, Illinois) ist ein US-amerikanischer Mikrobiologe und Molekularbiologe, der über transgene Pflanzen bei Monsanto forschte und dort Manager wurde.
Fraley, der auf einer kleinen Farm in Illinois aufwuchs, studierte an der University of Illinois mit dem Bachelor-Abschluss 1974, dem Master-Abschluss 1976 sowie der Promotion in Mikrobiologie und Biochemie 1978. Als Postdoktorand war er an der University of California in San Francisco und ab 1981 Manager für Pflanzen-Mikrobiologie bei Monsanto. Ab 1985 leitete er den Bereich Plant Science bei Monsanto und er wurde dort Executive Vice President sowie Chief Technology Officer (CTO).
Er befasst sich mit Gentechnik bei Pflanzen und entwickelte Methoden, um das Vorhandensein und die Wirkung fremder Gene in Pflanzen zu überwachen und diese in das Genom der Pflanzen einzubringen.
2008 erhielt er den NAS Award for the Industrial Application of Science für Technologien, die die ersten transgenen Getreidesorten ermöglichten. 2009 erhielt er den Biotechnology Heritage Award, 2013 den Welternährungspreis. Er ist Fellow der American Association for the Advancement of Science. 1999 erhielt er die National Medal of Technology and Innovation.
Ab 1981 war er Herausgeber des Plant Molecular Biology Journal.